# Стоице Андреев
Стоице Андреев е български зоолог и спелеолог.

## Биография
Роден е на 8 юли 1937 г. в София. Завършва Зоология и Хидробиология в Софийския университет. През 1965 г. постъпва в Института по зоология при БАН. До 1970 г. е специалист биолог, след което печели конкурс за научен сътрудник II ст. От 1988 г. е старши научен сътрудник. Докторската му дисертация е на тема „Сухоземните изоподи на България (Isopoda Oniscidea)“. Описва 28 нови вида изоподи и един нов род Alistratia от гръцки пещери. Описва и два нови вида водни изоподи от Борнео и Нова Гвинея. Описва и три нови за науката вида мамарци от България.
Участва в редица големи проучвания на стероли, стерини, терпеноиди, липиди и други вещества в морските организми. През 1979 г. получава авторско свидетелство за метод за изолиране на стероли от водни безгръбначни животни. В периода 1963 – 1965 г., заедно с д-р Т. Маринов изследва фауната на скалните биоценози по българското крайбрежие, а от 1963 до 1968 г. участва в теренните хидробиологични изследвания на проф. Вълканов на високопланиснките езера в Рила и Пирин. От 1971 до 1975 г., с екипа на д-р Л. Цветков работи по изследването на реофилната и хипорейната фауна на реките в Странджа, а от 1971 до 1974 г. и по подземната водна фауна на Западна Стара планина.
Специализира в Института по спелеология в Букурещ (1971), Зоологическия музей в Москва (1976, 1992), Народния музей в Прага (1983, 1990), Музея на науките в Хавана (1982), Верона (1986), Подземната лаборатория в Молис, Франция (1992).
От 1971 до 1983 г. е член на Бюрото на Българската федерация по спелеология. Участва в множество експедиции в България, Чехословакия, Кавказ, Гърция, Тунис, Непал, Мианмар, Тайланд и Шри Ланка.
От 1974 до 2002 г. работи в Националния природонаучен музей. Създава нова експозиция в зала „Безгръбначни“ в Националния природонаучен музей, както и помага на музеите в Благоевград, Котел, Плевен, Бургас и Берковица. Подпомага подготовката на първия етап от експозицията на Палеонтологическия филиал на Националния природонаучен музей в Асеновград. В периода 1985 – 1993 г. е член на Художествения експертен съвет на Министерство на културата по въпросите на регионалните музеи в България. От 1993 до 2002 г. завежда отдел „Ненасекомни безгръбначни“ в Националния природонаучен музей, а през 1994 – 1999 г. е научен секретар на Музея.
Автор е на 75 научни труда. На негово име са наречени девет таксона: Pseudodifflugia andreevi, Cordioniscus andreevi, Leptonetela andreevi, Eupolybothrus andreevi, Harpolithobius andreevi, Syrioiulus andreevi, Pheggomisetes globiceps stoicevi, Laemostenus andreevi, Wiedemannia andreevi.